# Kevin Moore (billentyűs)
Kevin Moore (Long Island, New York, 1967. május 5. –) amerikai billentyűs, dalszerző, a Chroma Key alapítója.

## Biográfia
Egy bátyával és egy öccsével nőtt fel a New York állambeli Long Islanden. Négyévesen kezdett érdeklődni a zongora iránt édesanyja hatására aki szintén zongorázott. Klasszikus zenei iskolába járt, ahol klasszikus zongoristákat képeznek, de egy év után otthagyta az iskolát, hogy főiskolai tanulmányaiba kezdjen. Játékára Rick Wakeman, Jens Johansson is hatással volt, de az olyan előadók lemezeit is szívesen hallgatta mint a Black Sabbath, a Doors vagy a The Cure. Első koncertélménye a Blue Öyster Cult volt még a 80-as évek elején.
Első zenekarának tagjai a baráti köréből verbuválódott, amelynek tagjai közt szerepelt John Petrucci is. Az első fellépése a Dream Theater-rel egy Long Islandi klubban volt tíz-tizenegy fő előtt. A Dream Theater-ből végül 1996-ban lépett ki és az új mexikói Santa Fe-ban telepedett le. 1997-ben szerepelt a Fates Warning Pleasant Shade of Gray albumán, majd házi stúdiójában készítette el Chroma Key nevű szólóprojektjének első albumát. A You Go Now lemez után Costa Rica-ba költözött, ahol napközben egy rádióműsoron dolgozott, mellette pedig az OSI lemezen dolgozott. A harmadik Chroma Key album (Gravejard Mountain Home) után Isztambulba költözött, ahol megírta az Okul című török horrorfilm zenéjét. Utoljára az OSI keretein belül adott ki lemezt 2009-ben Blood címmel.

## Diszkográfia

### Dream Theater
- When Dream and Day Unite (1989)
- Images and Words (1992)
- Live at the Marquee (1993)
- Images and Words: Live in Tokyo (1993)
- Awake (1994)

### Chroma Key
- Dead Air for Radios (1998)
- Colorblind - single (1999)
- You Go Now (2000)
- Graveyard Mountain Home (2004)

### Kevin Moore
- This is a Recording (1999)
- Memory Hole 1 (2004)
- Ghost Book - Az Okul című film zenéje (2004)
- Shine (2010)

### OSI
- Office of Strategic Influence (2003)
- Free (2006)
- re:free (EP, 2006)
- Blood (2009)

### Fates Warning
- Perfect Symmetry (1989)
- A Pleasant Shade of Gray (1997)
- Disconnected (2000)

### On
- Make Believe (2000)

## Fordítás
- Ez a szócikk részben vagy egészben  a   Kevin Moore című angol Wikipédia-szócikk fordításán alapul.  Az eredeti cikk szerkesztőit annak laptörténete sorolja fel. Ez a jelzés csupán a megfogalmazás eredetét és a szerzői jogokat jelzi, nem szolgál a cikkben szereplő információk forrásmegjelöléseként.